# Vol Flash Airlines 604
Le 3 janvier 2004, le Boeing 737-300 effectuant le vol Flash Airlines 604 s'est écrasé dans la mer Rouge, au large de la station balnéaire de Charm el-Cheikh, en Égypte, peu après son décollage, ne laissant aucun survivant parmi les 135 passagers et les 13 membres d'équipage.
La plupart des passagers de ce vol charter, assuré par la compagnie charter privée égyptienne Flash Airlines, étaient des touristes français. Il devait relier Charm el-Cheikh à Paris-Charles-de-Gaulle, en France, avec une escale au Caire. 
Les enquêtes du Conseil national de la sécurité des transports américain (NTSB) et du Bureau d'enquêtes et d'analyses pour la sécurité de l'aviation civile français (BEA) ont conclu à une désorientation spatiale du commandant de bord, et que le copilote, moins expérimenté, n'aurait pas osé intervenir. Les autorités égyptiennes, quant à elles, soutiennent l'hypothèse d'une défaillance technique. 
Ce crash a été le plus meurtrier survenu en Égypte, jusqu'à celui du vol Metrojet 9268 en 2015. C'est également le plus meurtrier impliquant un avion de type Boeing 737 Classic.

## Protagonistes

### L’équipage
Le commandant de bord du vol 604 est Khadr Abdullah (53 ans). Né le 26 février 1950, il est formé en Union soviétique dans les années 1970. Pilote dans l’armée égyptienne, il vole surtout sur des Mig 21 (avions de chasse), puis sur des Hercules C-130 (avions de transport de troupes). Il se serait particulièrement illustré durant la guerre du Kippour (octobre 1973), sans que l’armée n’ait révélé le moindre détail à ce sujet. À la fin de sa carrière, il a le grade de général. Il passe les épreuves théoriques de pilote de ligne en 1984 en Égypte, le 15 décembre 1984 (Transport Pilot Egyptian Certificate Number 561). Il rentre à la compagnie Flash Airlines le 16 février 2003. Il passe les épreuves pratiques en 2003, au Maroc, sur un simulateur de vol loué par Flash Airlines. L’entraînement sur simulateur a lieu entre le 28 avril et le 12 mai 2003. Le 12 mai 2003, il passe son Licence Proficiency Check pour Boeing 737-300/400/500, qu’il obtient. La compagnie le fait directement commandant, alors que sa faible expérience des Boeing 737 devrait lui valoir une nomination comme copilote afin de gagner en expérience. En effet, il n’a encore jamais volé sur un vrai Boeing 737. En juin 2003, il prend les commandes de l'avion pour la première fois. Quand l’avion s’écrase, il totalise 474 heures et 15 minutes de vol sur Boeing 737, ce qui est très peu.
Le copilote est Amr Al-Shaafei (25 ans). Né le 1er janvier 1979, il réussit l’épreuve théorique pour piloter un Cessna le 12 avril 1997. Il obtient son Licence Proficiency Check le 30 juin 2002. Jeune et sans expérience, il avait pour avantage de ne pouvoir prétendre qu’à un salaire de pilote débutant. Il ne totalise au moment du crash que 788 heures et 53 minutes de vol, dont 242 heures et 28 minutes sur Boeing 737.
Ashraf Abdelhamid (42 ans), qui suivait une formation pour devenir copilote et avait de l'expérience dans le pilotage d'avions d'affaires, était également assis dans le cockpit avec le pilote et le copilote. Selon le rapport factuel, il est présent dans l’avion afin de compléter son entraînement, pour être embauché par la compagnie aérienne. Bien qu'Égyptien, Abdelhamid détenait également les citoyennetés canadienne et américaine.

### Les passagers
Ce sont 134 Français et une Marocaine ayant effectué un séjour touristique à Charm el-Cheikh. Leurs séjours ont été organisés par trois agences de voyages : FRAM, Jet Tours et ZigZag, qui ont fait appel à un intermédiaire pour affréter l'appareil, Air Masters. Selon les déclarations d’une porte-parole du ministère des Transports faites le 3 janvier 2004, 80 % des passagers étaient des clients de FRAM. Un quatrième voyagiste, Republic Tours, co-affrétait l'avion auprès de la société Air Master, mais ce voyagiste, faisant suite à de nombreuses réclamations de clients, avait dénoncé quelques semaines plus tôt son contrat.

### La compagnie aérienne

Logo de la compagnie Flash Airlines

Flash Airlines est une compagnie égyptienne basée au Caire. Il s'agit d'une filiale de Flash Group, société égyptienne spécialisée dans le tourisme. Fondée en 2000, Flash Airlines connait de multiples problèmes de sécurité. En 2002, l'Office fédéral de l'aviation civile suisse interdit à la compagnie d'atterrir sur son sol, et l'office polonais d'aviation civile suspend sa licence jusqu'en juin 2003. Il n'est pas possible de connaître la santé économique de cette entreprise, la commission d'enquête égyptienne n'ayant pas réalisé d'investigations à ce sujet.

### L’avion

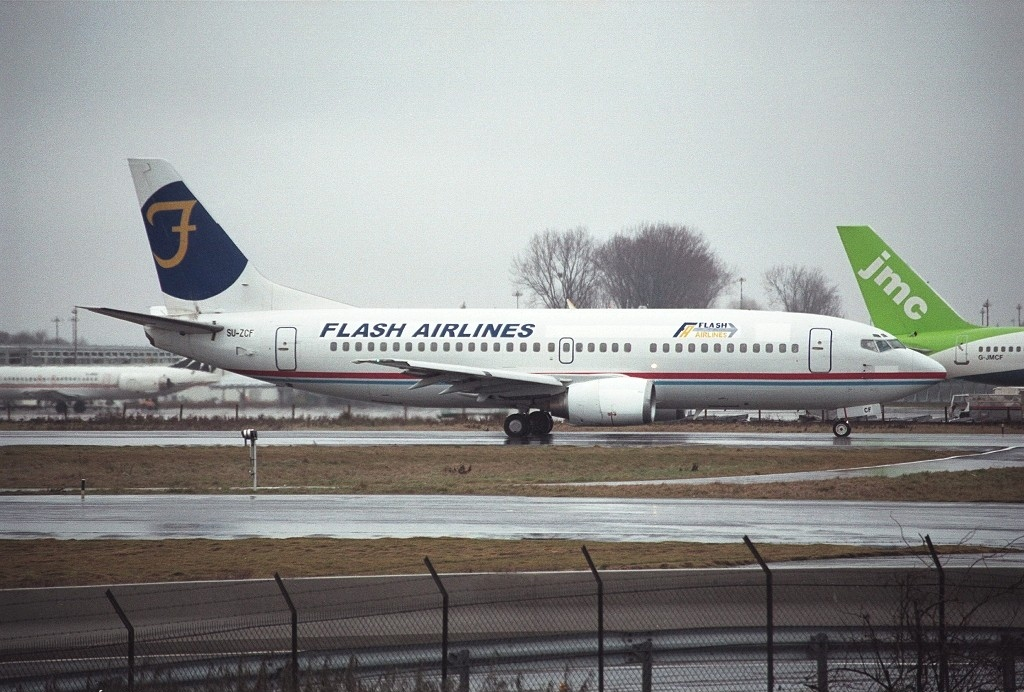
SU-ZCF, l'appareil impliqué dans l'accident, dans une livrée précédente, ici à l'aéroport de Paris-Charles-de-Gaulle en décembre 2001

L’appareil accidenté est un Boeing 737-308, immatriculé SU-ZCF et entré en fonction en 1992. La gamme des 737 est lancée à la fin des années 1960 afin de compléter celle des 707 et des 727. Les 737-300 comptent des rangs de 6 sièges, et sont légèrement plus longs que les 737-200 (33,4 mètres contre 30,53). L’appareil peut se poser sur de petites pistes, ce qui lui permet de pénétrer le marché africain, puis, plus tard, ceux d’Amérique centrale et du Sud. Le premier vol d’un 737-300 date du 17 janvier 1984. Le 14 novembre de la même année, l’avion obtient sa certification. Il entre en service dès le 7 décembre 1984. C’est le 17 décembre 1999 que le dernier appareil est livré. Les Boeing 737-300 sont équipés de moteurs CFM 56, issus de la collaboration de General Electric et de la Snecma dans le cadre de la société CFM. Celui qui a connu l’accident possédait des moteurs de type CFM 56 3C1, longs de 2,36 mètres. Le contrat de développement initial des CFM 56-3 date de mai 1981. Certifiés en janvier 1984, ils entrent au service en décembre de la même année (pour les 737-200). La production cesse en 1999.
Au cours de sa carrière, l’avion n’a eu qu’un seul propriétaire, ILFC, qui l’a loué à plusieurs compagnies. Durant la période où la compagnie aérienne Flash Airlines dispose de l’avion, celui-ci connaît plusieurs problèmes techniques :
- 1988, 16 mai : l’avion est commandé[6].
- 1992, 9 octobre : Premier vol de l’avion.
- 1992, 22 octobre : l’appareil est livré en location à TACA, compagnie salvadorienne. Le propriétaire de l’avion, jusqu’au crash, est ILFC qui le propose en location. Immatriculation : N373TA.
- 1998, 28 mai : Color Air, compagnie norvégienne nouveau locataire de l’appareil. Immatriculation britannique : G-COLB.
- 1999, 22 novembre : ILFC reprend pleine possession de son bien. Immatriculation : N161LF.
- 2000, 21 avril : ILFC loue l’avion à Heliopolis Airlines (ancien nom de Flash Airlines[7]). Immatriculation : SU-ZCE.
- 2000, 17 mai : ILFC reprend le plein contrôle de l’appareil.
- 2000, 10 juillet : L’avion à nouveau loué par Heliopolis Airline qui le sous-loue à Mediterranean Airlines (à partir d’octobre 2000 selon le Monde du 13 janvier 2004). Immatriculation : SU-MBA.
- 2001 : Incident impliquant l’avion, alors employé par Mediterranean Airlines : une aile de l’avion est accrochée par un véhicule de piste[8].
- 2001, 23 juin : L’avion rejoint la flotte d’Heliopolis Airline. Immatriculation : SU-ZCF.
- 2001, 22 juillet : Flash Airlines prend la suite d’Heliopolis Airline. Même immatriculation.
- 2002, 27 avril : Contrôle du SU-ZCF en Suisse par l’Office fédéral de l'aviation civile (OFAC). 11 anomalies répertoriées (6 niveau 3, 2 niveau 2). 4 corrigées avant l’autorisation de décollage. Des lacunes qualifiées de graves sont observées : documents de navigation manquants, calculs du niveau de carburant non pas établis en fonction des normes internationales, signalisation des sorties de secours hors d’usage, manquements dans l’entretien du train d’atterrissage, ainsi que du groupe motopropulseur et des commandes de vol. L’OFAC exige alors la correction de ces problèmes avant que tout avion de la compagnie n’atterrisse de nouveau en Suisse[9].
- 2002, 1er août : Inspection SAFA du SU—ZCF par les autorités norvégiennes à Oslo 5 anomalies répertoriées (2 niveau 1, 3 niveau 2). Information à l’autorité égyptienne[10].
- 2002, 11 octobre : Au cours d’un nouveau contrôle opéré en Suisse sur un autre avion de la compagnie, le SU-ZCF, l’OFAC constate sur cet appareil les mêmes soucis que sur l’autre. 14 anomalies répertoriées (7 niveau 3, 2 niveau 2, 5 niveau 1) 7 corrections effectuées avant décollage (Source : communiqué de la DGAC). L’OFAC prévient que les avions de Flash Airlines ne pourront atterrir en Suisse que si les autorités égyptiennes attestent de l’état irréprochable des appareils. L’EAC[Quoi ?] est prévenu le 15 octobre par l’OFAC. Le lendemain, l’EAC prévient les pays européens. Le 22 octobre, les autorités égyptiennes sont prévenues de l’interdiction[11].
- 2002, du 4 novembre au 20 décembre : le Boeing SU-ZCF est révisé en Norvège par Braathens à Stavanger[12]. Les moteurs ne font pas l’objet de cette révision[13].
- 2003, du 2 janvier au 16 janvier : La compagnie est inspectée par les autorités égyptiennes : 27 manquements à la sécurité sont relevés. Par exemple : pas de programme d’entraînement, l’équipage n’utilise pas de check-list sur la sécurité, ou encore des extincteurs de feu non conformes[14].
- 2003, janvier : Le Boeing SU-ZCF subit une révision moteur par la SNECMA Morocco Engine Services au Maroc. Un moteur de remplacement est loué et monté. L’ancien moteur est posé à nouveau sur l’avion en ce même mois[15].
- 2003, mars : l’appareil SU-ZCF reçoit un nouveau moteur installé par la SNECMA Morocco engine services, au Maroc[16].
- 2003, fin septembre-début octobre: Lors d’une séance de questions à l’Assemblée nationale, Gilles de Robien, ministre des Transports, signale que fin septembre-début octobre, l’aviation civile allemande avait contrôlé de manière approfondie l’appareil impliqué dans le crash, sans rien trouver[17].
- 2003, 22 octobre : contrôle de l’avion SU-ZCF à Toulouse. Rien d’anormal[18]. Toutefois, seuls 20 points sont vérifiés sur 53, dont 10 sur la documentation de l’appareil et 10 sur son aspect général extérieur[19].
- 2003, 12 décembre : l’appareil SU-ZCF est contrôlé par l’équipe technique de Flash Airlines. Cette vérification consiste en un contrôle visuel ainsi qu’un contrôle opérationnel[20].
- 2004, 2 janvier : l’appareil SU-ZCF effectue 4 vols : Charm el-Cheikh-Turin, Turin-Charm el-Cheikh, et l’après-midi : Charm el-Cheikh-Venise, Venise-Charm el-Cheikh (départ à 23 h 35)[21].
- 2004, 3 janvier : 4 h 45 (heure locale) soit 2 h 45 UTC : accident du Boeing SU-ZCF[21].

Source principale sur la chronologie du SU-ZCF:Airfleets.net. Le site www.planespotters.com offre quelques différences dans sa chronologie.

## Accident
Le vol 604 a décollé de l'aéroport international de Charm el-Cheikh à 4 h 42 EET (2 h 42  UTC ), le 3 janvier 2004. Après le décollage, il a effectué un virage à gauche pour intercepter le VOR de l'aéroport, et le pilote automatique a alors été engagé.
Peu après, le commandant Abdullah poussa une exclamation inintelligible et le pilote automatique se déconnecta brusquement (il s'agissait peut-être d'une action intentionnelle des pilotes ou cela s'est produit automatiquement). À ce moment-là, l'avion s'inclina de 40° vers la droite. Lorsque le roulis atteignit 50°, le copilote al-Shaafei indiqua alors que l'inclinaison de l'avion devenait dangereuse ; celle-ci augmenta rapidement jusqu'à atteindre 111°, moment auquel l'avion entra en décrochage. 
Il s'écrasa dans la mer Rouge à 4 h 45 EET (2 h 45 UTC), soit trois minutes seulement après le décollage, à une vitesse de 412 nœuds (763 km/h) avec un angle d'inclinaison à droite de 24° et une assiette à piqué de 24°. La queue de l'avion se brisa et roula vers l'avant lors de l'impact initial avec la mer.

## Bilan
Les 148 personnes à bord, dont 135 passagers et 13 membres d'équipage, périrent toutes dans l'accident. Aucune personne présente à bord n'a survécu, et les restes de l’avion reposent au fond de la mer. Certains débris du 737 ont été repêchés par la suite au large de Charm el-Cheikh.
| Nationalité | Passagers | Équipage | Total |
| ----------- | --------- | -------- | ----- |
| France      | 132       | 0        | 132   |
| Égypte      | 0         | 13       | 13    |
| Maroc       | 2         | 0        | 2     |
| États-Unis  | 1         | 0        | 1     |
| Total       | 135       | 13       | 148   |

## Après la catastrophe

### 2004

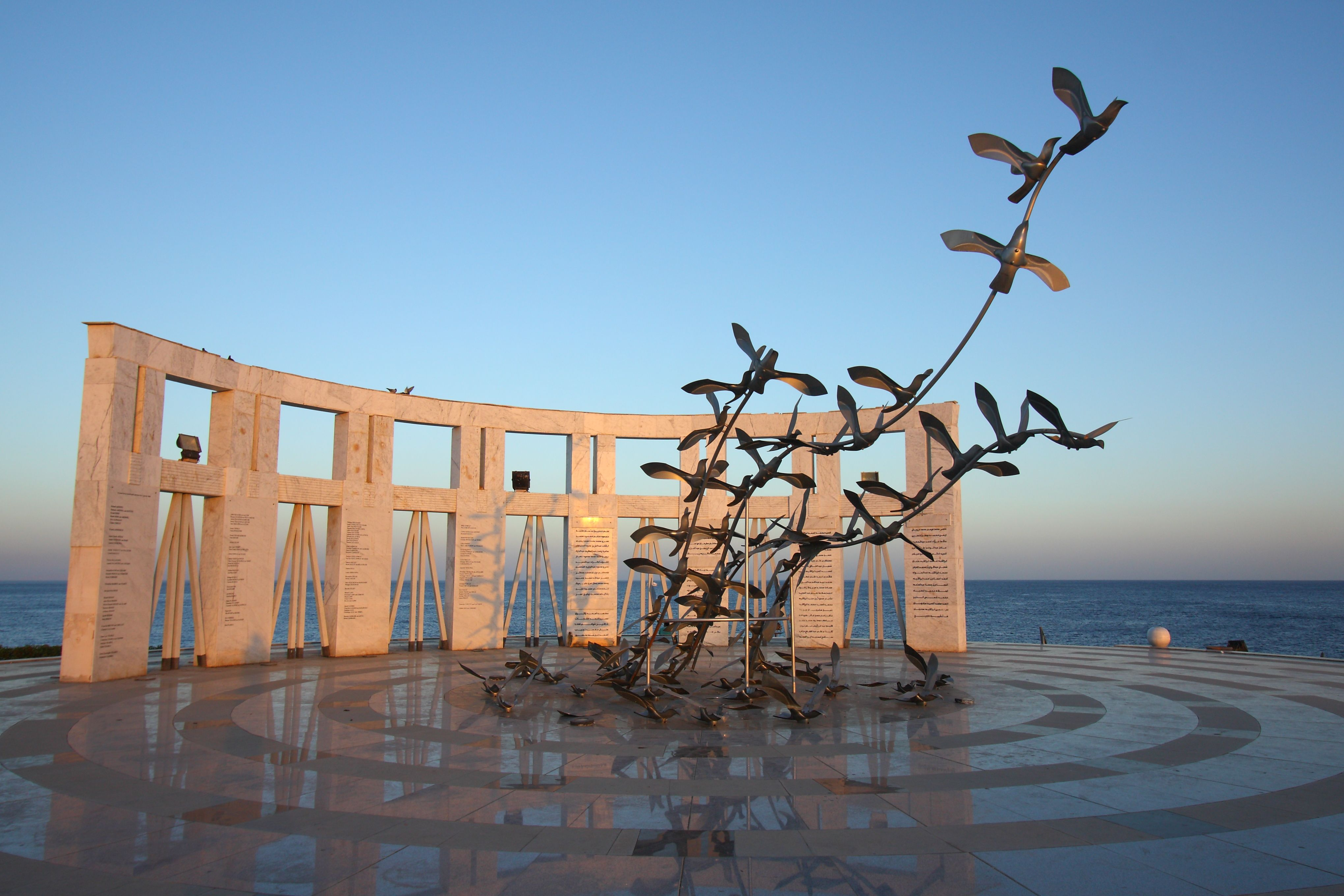
Monument aux victimes de l'accident d'avion du golfe d'Aqaba

- Samedi 3 janvier 2004 : L’agence de presse officielle de l’Égypte, la MENA, signale le crash. Le ministère égyptien de l’Aviation civile s’empresse alors de publier un communiqué écartant l’hypothèse d’un attentat. Le ministère des Affaires étrangères français crée une cellule de crise, ainsi qu’Aéroports de Paris. Le ministre égyptien des Transports, Ibrahim al-Doumeiri et des responsables de l’aviation civile égyptienne se rendent sur les lieux du crash. Le secrétaire d’État français aux Transports, Dominique Bussereau se rend à l’aéroport Roissy-Charles-de-Gaulle où il arrive à 11 h 45[23]. Gilles de Robien, ministre français des Transports, arrive une dizaine de minutes après lui, puis plus tard, Jean-Pierre Raffarin, Premier ministre français[23]. Dans un point presse, Dominique Bussereau indique que l’avion a connu un problème au décollage, fait demi-tour pour rejoindre l’aéroport et qu’il s’est écrasé durant cette manœuvre. Ahmed Shafik, ministre égyptien de l’aviation, déclare à la télévision que la cause du crash est d’ordre technique, et que la dernière révision opérée en Norvège n’avait rien donné[24]. Puis Faysal al-Chennaoui, responsable du ministère égyptien de l’Aviation civile, affirme que la crash est dû à un problème technique. Dominique Perben, ministre français de la Justice, demande l’ouverture d’une enquête au Parquet de Bobigny[25](dont dépend Roissy où devait arriver l’avion). En fin de journée, conférence de presse de Georges Colson, patron de l’agence de voyages FRAM, durant laquelle il décrit la compagnie comme étant sérieuse, et affirme que les Boeing de Flash Airlines n’ont jamais connu de problème[26]. Renaud Muselier, secrétaire d’État aux Affaires étrangères, se rend à Charm el-Cheikh dans la soirée. Dans la nuit, le gouvernement français annonce l’envoi d’un avion, d’une frégate et d’un robot sous-marin sur les lieux[27].
- Dimanche 4 janvier 2004 : dans la matinée, Renaud Muselier se rend à la morgue pour voir les restes humains récupérés et constate l’absence de brûlures sur les corps (ce qui écarte la thèse d’un attentat par l’utilisation d’explosifs)[28]. Puis une porte-parole de l’OFAC explique que la compagnie incriminée est interdite en Suisse, et affirme que les informations liées à cette interdiction ont été livrées aux autorités égyptiennes. Elle signale qu’un avion a toutefois reçu l’autorisation d’atterrir à Genève dans une situation d’urgence en 2003[29]. Le chef pilote de Flash Airlines, Hassan Mounir, dément alors que la compagnie était interdite pour raison technique, et affirme que pour lui, cette situation était due à des problèmes financiers[30]. Dans l’après-midi, de Robien se montre prudent quant aux déclarations de la porte-parole de l’OFAC, et indique qu’à son niveau et à celui du ministère des Transports cette information n’est pas connue. Noëlle Lenoir, ministre déléguée aux Affaires européennes, écarte l’hypothèse terroriste[31]. Georges Colson, quant à lui, se déclare surpris par l’interdiction de survol du territoire Suisse prononcé contre Flash Airlines[32]. Peu après, l’arrivée de trois avions français est signalée par la presse : un appareil de transport Hercules C130 avec un robot sous-marin nommé Achille ainsi qu’une équipe, un avion de patrouille maritime Atlantique 2 et un avion venant de Djibouti avec 13 plongeurs[33]. La DGAC indique ensuite ne pas disposer d’informations préoccupantes concernant Flash Airlines. Les services techniques de Braathens ayant effectué un contrôle technique sur l’appareil (sauf sur les moteurs) déclarent n’avoir pas constaté la présence de problèmes sur l’appareil disparu[33]. Plus tard, le porte-parole de l’aéroport de Genève confirme que la compagnie aérienne mise en cause a connu deux atterrissages forcés : le 27 octobre 2002 (Grèce) et le 4 janvier 2003 (Genève)[34]. C’est dans la soirée que Gilles de Robien déclare que la France a reçu des réserves sur la compagnie de la part de la Suisse. Il ajoute qu’il y a eu trois contrôles en France : à Toulouse, Lyon, puis Marseille[35]. Dans la soirée se déroule une messe à Notre-Dame de Paris, célébrée par l’archevêque de Paris, en présence de certains proches de victimes, du ministre des Transports Gilles de Robien, venu avec son épouse, du secrétariat d’État aux Transports Dominique Bussereau, de la femme de jean-Pierre Raffarin, Premier ministre français, et du maire de Paris Bertrand Delanoë accompagné d’Anne Hidalgo, première adjointe au maire[36].
- Lundi 5 janvier 2004 : Le matin sur France 2, Renaud Muselier réfute la thèse de l’attentat, et déclare ne pas avoir constaté la présence de brûlures sur les restes humains retrouvés[37]. Interviewé par Jean-Pierre Elkabbach sur Europe 1, Michel Godin, directeur général de la Police nationale, écarte également cette possibilité. Gilles de Robien, lui, déclare que les compagnies charter sont plus contrôlées que les compagnies nationales et que Flash Airlines avait bonne réputation[38]. À la sortie d’une cérémonie des vœux du gouvernement au président, Gilles de Robien dit qu’un avion sera affrété par le gouvernement pour emmener les familles des victimes à Charm el-Cheikh[39], et Renaud Muselier ajoute à France 2 qu’un membre du gouvernement les accompagnera[40]. Le directeur de l’aéroport d’Angers, quant à lui, déclare que lors d’un voyage dans un Boeing de cette compagnie, il avait constaté que l’intérieur de l’appareil était usé. De plus, le vol fut dérouté sur Milan car il n’y avait pas assez de carburant[41]. Peu après midi, Dominique Bussereau, secrétaire d’État aux Transports, s’exprime sur Europe 1. Selon lui, la catastrophe ressemble à un accident classique de décollage, et affirme qu’aucune hypothèse n’est privilégiée. Il confirme les propos de Gilles de Robien concernant la fréquence des contrôles sur les charters[42]. Peu après midi, un responsable français, anonyme, déclare que l’épave serait à peu près localisée. Une frégate équipée de sonars doit arriver de Djibouti, et une équipe française spécialiste en analyse de l'ADN est attendue dans la journée[43]. Dans la même journée, le juge d’instruction de Bobigny saisi du volet judiciaire du crash émet une commission rogatoire internationale. Le juge a également saisi la Brigade criminelle et la Brigade d’enquête sur les atteintes à la personne[44]. Dans l’après-midi un anonyme téléphone au bureau de l’AFP du Caire, et revendique un attentat sur l’appareil au nom d’une organisation islamiste yéménite qui s’appellerait Ansar el-Haq, inconnue par ailleurs. L’homme, parlant en arabe avec un accent égyptien, menace d’en organiser un autre contre un avion d’Air France si la décision d’interdire le voile n’est pas retirée[45]. Puis sort la nouvelle que l’épave de l’appareil se trouverait à 400 mètres de profondeur[46]. En fin d’après midi, l’officier commandant la cellule française de plongée humaine et de recherche sous-marine déclare que l’épave n’a pas encore été retrouvée, et qu’une perche sera déployée afin de capter les signaux des boites noires. Dominique Perben, lui, reste prudent quant à la revendication[47]. Puis il annonce la création d’un comité chargé de suivre l’indemnisation des familles des victimes, ainsi qu’une prochaine réunion entre les familles, FRAM et son assureur, dont le courtier est un membre de la famille dirigeante du voyagiste, pour éclairer les familles au sujet des indemnisations[48]. Aucun voyagiste co-affréteur de l'appareil, dont FRAM principal affréteur, ne fera mention des nombreuses réclamations reçues des clients depuis des mois. De même, l'intermédiaire, la société AIR MASTER ne sera pas inquiétée, ses liens possibles avec la compagnies FLASH AIRLINES et toutes personnes y ayant directement ou indirectement des intérêts ne feront semble-t-il l'objet d'aucune enquête. Suzanne Moubarak, épouse du président égyptien se recueille dans la station balnéaire et lance une gerbe de fleurs. Mohammed Nour, président de Flash Airlines, déclare avoir fait effectuer les améliorations réclamées par l’OFAC[48]. Puis sort la nouvelle que la DST juge que la revendication d’un attentat contre l’avion est peu crédible[49]. Mais le directeur de la DGAC refuse lui d’exclure toute hypothèse[50]. Il explique également avoir reçu notification des contrôles de l’OFAC, mais que ceux-ci n’ont concerné que l’extérieur de l’avion, et que la compagnie avait fait des améliorations[51]. Puis Jean-Claude Cousseran, ambassadeur de France en Égypte, déclare que les familles des victimes se rendront à Charm el-Cheikh le 7 janvier, et réfute la thèse de l’attentat[52]. Dans la soirée, un faible signal est détecté par une perche sous marine[53].
- Mardi 6 janvier 2004 : Le matin de ce jour, le secrétaire d’État aux Transports écarte la possibilité que les autorités aériennes françaises n’aient pas été assez vigilantes. Il déclare souhaiter un renforcement des contrôles. Il affirme aussi que les autorités aériennes françaises ont tenu compte des avertissements venant de l'Office fédéral de l'aviation civile suisse[54]. Toujours dans la matinée, une agence égyptienne, citant une source française, affirme que l’épave de l’avion est retrouvée, ainsi que l’une des boites noires[55], information démentie peu après 12h par l’envoyé spécial d’Europe 1 à Charm el-Cheikh. Il signale toutefois qu’un signal a été capté. Dans l’après-midi, l’Assemblée nationale française observe une minute de silence[56]. Hosni Moubarak, président de l’Égypte, déclare plus tard dans la journée : « Je ne crois pas qu’il s’agisse d’un acte terroriste parce que ce n’est pas possible à Charm el-Cheikh, ou ailleurs en Égypte » ; d’autre part les États-Unis annoncent envoyer une équipe d’enquêteurs, dont des experts de Boeing[57]. On apprend également que le ministre français des Affaires étrangères, Dominique de Villepin, accompagnera les familles[58]. Durant la séance des questions à l’Assemblée nationale, Gilles de Robien envisage de permettre aux Français de connaître le nom de la compagnie dans laquelle ils doivent embarquer, ainsi qu’un audit approfondi des compagnies étrangères travaillant pour des voyagistes français. Il ajoute que fin septembre-début octobre, l’aviation civile allemande avait contrôlé de manière approfondie l’appareil impliqué dans le crash, sans rien trouver[59]. Dans la journée, le signal d’une des boites noires est capté, mais elle semble être située trop profondément pour être repêchée rapidement, les autorités Françaises cherchant à trouver des entreprises capables de fournir un équipement plus performant[60]. Dans la soirée, le président de l’Assemblée nationale, Jean-Louis Debré, se dit favorable à la mise en place d’une mission d’information sur le crash[61].
- Mercredi 7 janvier 2004 : En début de matinée, l’office polonais de l’aviation civile signale que Flash Airlines a vu sa licence suspendue en Pologne en 2002, pour la retrouver en 2003[62]. En fin de matinée les familles des victimes qui doivent s’envoler par Airbus à Charm el-Cheikh sont accueillies au pavillon d’honneur de l’aéroport d'Orly, où se rend Jacques Chirac, président de la République française, après le conseil des ministres, où le drame a été évoqué[63]. Dominique Bussereau, secrétaire d’État aux Transports, annonce que les enquêteurs du BEA ont reconstitué la trajectoire de l’appareil à l’aide des relevés radar : après le décollage, l’avion aurait effectué un virage qui était prévu, puis aurait volé de façon irrégulière avec montées, paliers, montées, paliers, etc., avant de descendre[64]. L’appareil emportant les familles décolle à 13 h 45 environ. En plus des proches, sont présents des fonctionnaires du ministère des Affaires étrangères, 6 médecins et psychologues de la cellule d'urgence médico-psychologique[65], 5 représentants de différentes religions ainsi que des policiers français. 300 roses sont embarquées dans l’Airbus A 320[66]. En fin d’après-midi, on apprend que France Télécom met à la disposition du gouvernement français un sous-marin capable de travailler jusqu’à 1 100 mètres de profondeur, qui sera guidé à partir du navire Île de Batz, propriété de la société Dreyfus[67]. Plus tard, est rendu public l’appel du gouvernement à la société de travaux sous-marins Comex, qui dispose d’un sous-marin(Rémora 2000) capable de travailler jusqu’à 600 mètres de profondeur, ainsi que d’un robot(Super Achille) capable d’aller jusqu’à 1 000 mètres[68].
- Mercredi 8 janvier 2004 : Pause dans les recherches. Deux cérémonies d’hommage ont lieu ce jour-là à Charm el-Cheikh. Le matin, la première cérémonie se déroule sur une plage donnant sur le lieu de la catastrophe, en présence de Suzanne Moubarak, épouse du président égyptien, et de Dominique de Villepin. Ce dernier prononce un discours, ainsi qu’Ahmed Maher, ministre égyptien des Affaires étrangères. Puis Suzanne Moubarak et le ministre français des Affaires étrangères déposent des gerbes de fleurs sur un monument provisoire en marbre ou sont gravés les noms des victimes. Les familles déposent alors des roses et des œillets avant de se rassembler autour du monument. Puis a lieu un service religieux[69]. Après cette cérémonie, les familles embarquent à bord du navire français La Somme, et rendent hommage à leurs morts[70]. À 23 heures, le Janus II, bateau de la Comex, quitte le port de la Pointe Rouge à Marseille avec le robot Super Achille et le sous-marin Rémora à son bord[71].
- Jeudi 9 janvier 2004 : les recherches reprennent, après l’interruption de la veille[72]. La frégate Tourville de la Marine nationale effectue des passes afin de sonder les fonds sous-marins ; écoute des échos[73]. Ahmed Shafik déclare en fin de journée que le gros du fuselage serait intact[74]. Toujours en fin de journée, Georges Colson, PDG de FRAM, déclare que sa société est prête à indemniser les familles des victimes à hauteur de ses responsabilités, mais ne prévoit pas d’indemnisation immédiate[75].
- Samedi 10 janvier 2004 : le robot Scorpio 2000 de France Telecom s’envole vers 12 h 30 dans un Antonov 124. À Charm el-Cheikh, détection d’un écho nominal au sud des précédents[76].
- Lundi 12 janvier 2004 : premières réunions dans l’Île de Batz pour mettre en place une stratégie de recherche. Des passes sont effectuées pour faire des relevés bathymétriques supplémentaires. Préparation de la salle de travail des enquêteurs[77]. Arrivée de robot Scorpio 2000 dans l’après-midi. Il n’est pas descendu en mer à cause de fortes rafales de vent et de vagues trop importantes[78]. Les gendarmes français reçoivent l’autorisation du parquet général du Caire pour enquêter sur la catastrophe[79].
- Mardi 13 janvier 2004 : dans la matinée, le bureau de l’Assemblée nationale décide de créer une mission d’information sur la sécurité du transport aérien[80]. Le robot Scorpio effectue une plongée test à 7 h 30 (UTC) afin dévaluer les fonds et de tester le robot en opération[81]. Cela permet de savoir que le fond se situe à 1 022 mètres, qu’il est plat et composé de sédiments compacts, et que la visibilité est bonne. Pas de courant marin[82].
- Mercredi 14 janvier 2004 : Le robot Scorpio commence son travail au lever du jour (5 h 00 UTC). Le travail du Scorpio est interrompu par le grand nombre de débris présents[83].
- Jeudi 15 janvier 2004 : Le Scorpio continue son travail et transmet des images des débris de l’appareil. 4 bouées de localisation de la société ACSA sont installées et cherchent à repérer la seconde boite noire, le Scorpio cherchant la première. Arrivée du navire français Beautemps-Beaupré. Finalisation de la procédure de remise des boites noires aux autorités égyptiennes[84].
- Vendredi 16 janvier 2004 : départ de La Somme. Transmission des résultats de la bathymétrie du Beautemps-Beaupré à l’Île de Batz. À 18 h 45, l’une des boites noires, le FDR (Flight Data Recorder : enregistreur des données du vol), est repérée visuellement. Localisation : 27e 52’ 3602 N/ 034° 22’ 0233 E. Le Scorpio récupère le FDR et remonte jusqu’à 100 mètres de profondeur, où il attend la montée à bord des autorités égyptiennes afin d’officialiser la récupération de la boîte noire[85].
- Samedi 17 janvier 2004 : Le Scorpio sort de l’eau avec le FDR, en présence des autorités judiciaires égyptiennes à 2 heures du matin. À 9 h (TU), la boîte noire, enfermée dans une panière bleue, est posée sur une table recouverte d’un drap bleu. La boîte noire est montrée à la presse, puis est embarquée dans un pick-up égyptien pour être transportée par avion au Caire où se trouve le laboratoire du ministère de l’Aviation civile. À 20 h 30, localisation visuelle du CVR (Cockpit Voice Recorder : enregistreur des voix dans le cockpit). Localisation : 27e 52’ 3474 N/ 034° 22’ 0233 E. Le Scorpio attend l’arrivée des autorités égyptiennes pour sortir la boite noire de l’eau. Arrivée du Janus II[86].
- Dimanche 18 janvier 2004 : à 4 h 30, le Scorpio et le CVR sont sur le pont du navire, en présence des autorités égyptiennes et françaises. Les recherches sont réparties entre l’Île de Batz et le Janus II[87]. Le CVR n’est pas en bon état. Le CVR est remis au procureur du Sinaï, Abdallah Adel Aziz, par le chef du département investigation du BEA, Stéphane Corcos. Le procureur remet ensuite la boite noire au chef de la commission d’enquête égyptienne, Shaker Qelada[88].
- Lundi 19 janvier 2004 : le Janus et le Scorpio font un travail de cartographie dans une zone, le Super Achille dans une autre. Un moteur et un train d’atterrissage sont découverts[89].
- Mardi 20 janvier 2004 : suite du travail de cartographie du Super Achille. Lecture et analyse préliminaires des données des enregistreurs. En début d’après-midi, Shaker Kelada écarte la thèse d’un attentat en s’appuyant sur ce travail. De plus, sort la nouvelle que des experts en explosifs ont analysé les débris et n’ont rien trouvé de suspect[90].
- Mercredi 21 janvier 2004 : un responsable anonyme de l’aviation civile égyptienne révèle que la commandant n’a pas alerté les contrôleurs aériens[91].
- 28 janvier 2004 : Dans la nuit, révélation que certains passagers avaient envoyé des SMS peu après le décollage de l’avion. Ces messages indiquaient que quelque chose n’allait pas dans l’appareil. La nouvelle est infirmée par Marc Chernet[92]. Shaker Kelada affirme dans l’après-midi qu’il y a contradiction entre le déroulement du vol et les données enregistrées par les boites noires : l’avion aurait dû aller dans une direction donnée, mais il serait allé dans une autre. Kelada ne relève pas de problème concernant la cabine de pilotage. Toujours dans l’après-midi, le Scorpio 200 a fini sa mission ; le Super Achille continue la sienne en cherchant à localiser d’autres débris[93].
- Jeudi 29 janvier 2004 : est rendue publique la nouvelle que le tribunal de Bobigny a reçu une plainte avec constitution de partie civile pour homicide involontaire, manquement délibéré à une obligation de sécurité, et mise en danger de la vie d’autrui[94].
- Samedi 31 janvier 2004 : Le Parisien et Le Monde évoquent la possibilité que le crash soit dû à un vice de construction du gouvernail arrière de l’appareil. Selon Le Parisien, Shaker Qelada a confirmé à ses interlocuteurs que l’examen de la trajectoire et des données de vol suggère qu’un problème technique a pu se produire. Le Monde signale lui que la commande activant le liquide hydraulique de la dérive des avions Boeing de type 300 peut se bloquer dans une position inverse de celle souhaitée. Il y a plusieurs précédents : crash de Colorado Springs et de Pittsburg. En octobre 2002, la FAA (l’Aviation civile américaine) a ordonné à Boeing de fournir des kits améliorant ce problème, avant de remplacer le système défaillant (d’ici novembre 2008). Dans l’après-midi, Dominique Perben reçoit les familles des victimes. Il a déclaré souhaiter que les indemnisations se fassent le plus vite possible. Les 350 personnes ont rencontré des responsables de tous les ministères concernés, et Paul-Louis Arslanian, directeur du BEA, dément les informations concernant les dérives[95].
- 4 février 2004 : Dominique Perben dit accueillir avec satisfaction les premières offres d’indemnisation des assureurs français aux familles des victimes. Selon la Fédération française des sociétés d'assurances (FFSA), il est question d’une avance sur indemnisation de  10 000 euros par passager via un fonds constitué par des assureurs français, doté de 1,3 million d’euros. Aucun délai n’est donné quant au versement des avances[96].
- 6 février 2004 : le directeur du BEA affirme que l’équipage du Boeing n’a pas paniqué jusqu’aux 3 dernières secondes. Le vol se serait déroulé ainsi : arrivé à 600 mètres d’altitude, l’avion inverse lentement son virage jusqu’à la droite, puis l’appareil s’incline de plus en plus en montant. À 1 700 mètres d’altitude, l’avion, très incliné, commence à piquer. Les pilotes ne prennent pas contact avec la tour de contrôle. Puis il percute la mer[97].
- 3 mars 2004 : Selon le quotidien français Le Figaro, l’équipage a pensé à tort avoir enclenché le pilote automatique. Le BEA rétorque que rien ne permettait de savoir de quoi il retournait[98].
- 4 mars 2004 : Le Figaro revient à la charge, en affirmant que l’hypothèse évoquée la veille provient de Paul-Louis Arslanian (directeur du BEA) lui-même. Selon ses propos, le pilote a pu être la proie d’une désorientation sensorielle. L’article trace également son possible scénario du crash : montée, puis virage à gauche. Puis les pilotes croient avoir enclenché le pilote automatique. Or le pilote automatique n’a pas fonctionné. Puis le virage s’inverse lentement. Il s’incline vers la droite jusqu’à être sur la tranche. Puis les pilotes se rendent compte du problème, essayent de le résoudre sans comprendre de quoi il s’agit. Le nez descend, l’avion décline. Ils tentent une manœuvre de récupération moins de 4 secondes avant l’impact, mais l’avion est trop bas. Le Figaro signale qu'il y a toutefois un problème, car la mise en marche du pilote automatique doit déclencher une lampe témoin. Mais il se peut que les pilotes aient été trop occupés pour voir que cette lampe était éteinte[99]. L’Égypte déclarera (date inconnue) que le pilote automatique est resté enclenché 4 secondes, puis qu’il a été coupé par le pilote[100].
- 20 avril 2004 : Gilles de Robien déclare que rien ne montre que des contrôles auraient permis de prévoir ou de prévenir l’accident. Il affirme également que la coopération entre les enquêteurs égyptiens et français est bonne. Dans l’après-midi, le ministre assiste au contrôle technique d’un avion d’Air Mauritius par des agents de la DGAC à l’aéroport Charles-de-Gaulle[101].
- 21 avril 2004 : selon un communiqué du BEA, l’enquête est entrée dans une nouvelle phase dans la mesure où le travail sur simulateur de vol a commencé, en France ou aux États-Unis. De plus, la qualité de lecture de la bande magnétique du CVR a été améliorée[102].
- 29 mai 2004 : l’édition du 29 mai de l’hebdomadaire français L’Express relate que le représentant des familles des victimes, Marc Chernet, a demandé au procureur général égyptien chargé de l’affaire l’accès aux données des enregistreurs de vol[103].
- 30 mai 2004 : les représentants des familles des victimes françaises sont en Égypte. Il s’agit d’une délégation de 5 avocats et de 5 représentants des familles, accompagnés d’un représentant du consulat de France[104]. Les buts de ce déplacement sont d’obtenir une copie des enregistreurs de vol pour le juge d’instruction de Bobigny, ainsi que d’obtenir une meilleure compréhension de l’organisation de la justice égyptienne. Séance de travail avec Shaker Qelada. Après la séance, Qelada déclare que le rapport préliminaire sera publié au 31 octobre au plus tard. S’exprimant dans le journal Les Dernières Nouvelles d'Alsace, Chernet déclare que les premières constatations écarteraient hypothèse d’un attentat, ainsi que celle de la dérive arrière[105].
- 31 mai 2004 : la délégation se rend à al-Tour afin de voir les objets personnels des victimes et de s’entretenir avec le procureur de la région. Visite du hangar ou sont entreposés les débris de l’avion[104].
- 15 juin 2004 : l’émission Le Droit de savoir, diffusée sur la chaîne française TF1, affirme que le crash est dû à la gouverne de direction, d’autres crashs étant dus à un défaut de cet élément[106].
- Semaine du 21 au 27 juin 2004 : Marc Chernet rencontre Nicole Guedj, secrétaire d’État aux Droits des victimes, afin d’échanger des informations juridiques au sujet du dossier[107].
- 26 juin 2004 : le quotidien français Le Figaro révèle la présence dans le cockpit d’un troisième homme. Les enquêteurs égyptiens parlent d’un assistant pilote. Selon le journal, il pourrait s’agir d’un instructeur[108]. Assemblée générale de l’association des familles des victimes. L’association établit son règlement intérieur. Marc Chernet, son président, déclare à l’AFP que la convention d’entraide franco-égyptienne de 1983 n’est pas respectée par les autorités judiciaires égyptiennes qui n’ont pas répondu aux demandes présentes dans la commission rogatoire du juge d’instruction de Bobigny. Qelada confirme la présence de ce troisième homme[107].
- 1er juillet 2004 : selon Christian Roger qui s’exprime dans Paris Match, le 3e homme serait un pilote devant prendre le relais durant l’escale du Caire. Christian Roger s’est rendu en Égypte à la fin du mois de mai 2004. Il soupçonne les Égyptiens de cacher une défaillance humaine[109].
- 7 juillet 2004 : sortie du rapport parlementaire sur les transports aériens[110].
- 8 juillet 2004 : Eurocockpit signale que le Syndicat National des Pilotes de Ligne (SNPL) souhaite se constituer partie civile dans le volet judiciaire de l’accident[110].
- 4 septembre 2004 : le quotidien français Le Figaro révèle que le Boeing SU-ZCF qui s’est abîmé en mer a connu un accident au sol : l’une de ses ailes a été accrochée par un véhicule de piste[111].
- 11 septembre 2004 : dans le quotidien français Le Parisien, interview de Marc Chernet, président de l’association des familles de victimes du crash, qui affirme que le rapport préliminaire ne sera pas prêt pour la fin du mois d’octobre 2004, que les effets personnels des victimes sont toujours en Égypte, et que les familles doivent participer au financement du mémorial définitif en hommage aux victimes[112].
- 13 septembre 2004 : selon le ministère français des Affaires étrangères, Shaker Qelada aurait informé le consulat de France du Caire que le rapport factuel serait rendu public à la mi-novembre 2004. De plus, le premier compte rendu du juge égyptien aurait été remis au juge d’instruction de Bobigny[113].
- 28 septembre 2004 : Article du Figaro affirmant que l’équipage n’a pas lu de check list[114]. Renaud Muselier, secrétaire d’État aux Affaires étrangères, reçoit une délégation de familles de victimes pour les rassurer quant à l’avancée de l’enquête. Il leur déclare que ce type d’enquête est généralement long, et que la justice française a demandé aux autorités égyptiennes la transmission des éléments nécessaires à l’enquête, notamment les enregistreurs de vol. Le président de l’association des familles de victimes se déclare satisfait, dans la mesure où le gouvernement s’est engagé à faire respecter la convention d’entraide. Il ajoute que le juge d’instruction n’a pu encore disposer d’aucun élément pour enquêter. Renaud Muselier assure pourtant que la coopération avec l’Égypte est parfaite, et refuse de commenter un article du Figaro affirmant que le commandant de bord et le copilote n’ont pas respecté les procédures. L’identification par ADN est encore en cours[115].
- 1er novembre 2004 : manifestation des familles de victimes devant l’ambassade d’Égypte à Paris. Une nouvelle hypothèse se fait jour : le bord d’attaque externe de l’aile gauche ne serait pas pleinement rentré pendant le décollage. La dissymétrie de portance aurait alors empêché le maintien en fonction du pilote automatique demandé par le commandant de bord, et aurait produit un effet de roulis vers la droite. De plus, le pilote aurait réclamé à trois reprises l’enclenchement du pilote automatique alors que la check-list des procédures de secours sur Boeing 737 indique qu’en cas de problème il faut piloter en manuel[116].
- 11 novembre 2004 : Publication du rapport factuel avec conférence de presse de Shaker Qelada. À la question « Qui est fautif, l’avion ou le pilote ? », il répond 50/50[117].
- 13 décembre 2004 : l’association des familles de victimes du crash engage une action en justice aux États-Unis contre ILFC, Honeywell, Boeing[118].

### 2005
- 3 janvier 2005 : cérémonies d’hommage au cimetière du Père-Lachaise à Paris, ainsi qu’à Charm el-Cheikh[119].
- 18 janvier 2005 : les parties sont au tribunal de Bobigny pour régler la question de la procédure, mais les représentants de Flash Airlines et de son assureur ne sont pas venus. Le tribunal renvoie l’audience à une date non fixée[120].
- 1er juin 2005 : annonce que le rapport final est reporté à la fin de l’année 2005.
- 22 mois après l’accident, le 17 octobre 2005, les familles de victimes ont pu récupérer 67 dépouilles. Un scandale a vu le jour car ce rapatriement s’est fait en toute discrétion. Les proches n’ont pas été tenus informés du retour et n’ont pu donc être présents à l’arrivée du l’avion cargo d’Air France ramenant les cercueils, aucune cérémonie collective ni chapelle ardente n’avaient été prévues comme cela est habituellement le cas dans ce type de catastrophe[121].

### 2006
- 3 janvier 2006 : les observations du BEA sur le rapport final sont remises à Shaker Qelada.
- 21 février 2006: la sortie du rapport final est reportée au 25 mars 2006.
- 25 mars 2006 : publication du rapport final, qui estime que le crash est dû à une défaillance technique. Divergence avec les enquêteurs français qui estiment que le pilote est responsable du crash[122].
- 27 mars 2006 : présentation du rapport aux familles de victimes en France par Shaker Qelada. Seize corps sont rapatriés en France[123].
- 20 avril 2006 : Au cours d’une visite officielle au Caire, le président français Jacques Chirac rend hommage aux victimes de la catastrophe aérienne de Charm el-Cheikh et déclare, à l’hôtel Intercontinental du Caire : « Je voudrais dire à leurs familles et à leurs proches que cette tragédie reste pour nous tous une grande douleur, et qu’avec les autorités égyptiennes, la France met tout en œuvre pour faire la lumière et aider les familles à surmonter cette épouvantable épreuve »[124].
- 10 mai 2006 : inauguration d’un mémorial définitif à Charm el-Cheikh.
- 27 mai 2006 : Plaidoiries des différentes parties engagées dans les poursuites judiciaires relatives à l’écrasement. L’association des familles de victimes demande à la justice française de se dessaisir de la part civile de l'affaire, au profit de la justice américaine. Son objectif est de profiter d'une procédure américaine appelée discovery procedure, selon laquelle il est possible de poser des questions à la partie adverse, l'obligeant à répondre sans mentir, sous peine de lourdes sanctions. Cela doit permettre de connaître les réponses des industriels aux enquêteurs égyptiens mais gardées secrètes sous le couvert du secret industriel[125]. Le procureur se montre favorable à une telle décision. La demande est mise en délibéré au 27 juin 2006[126].
- 27 juin 2006 : Le Tribunal de grande Instance de Bobigny rejette la demande de l’Association de défense des familles de victimes de la catastrophe de Charm-el-Cheikh (ADFVC) qui souhaitait que le volet civil de l’affaire soit transféré aux États-Unis. L’ADFVC dispose de quinze jours pour déposer un recours[127].
- 4 septembre 2006 : Dominique Perben, ministre français des Transports, annonce l’adoption du Label Horizon, nouveau nom du Label Bleu, censé distinguer les compagnies de qualité.

### 2007
- 3 janvier 2007 : Inauguration d’un mémorial au cimetière du Père-Lachaise, à Paris[128].
- 1er juin 2007 : Présentation à la Presse du Rapport collégial établi par les experts de la Cellule technique de l’association des familles de victimes du crash de Charm el-Cheikh[129].

### 2009

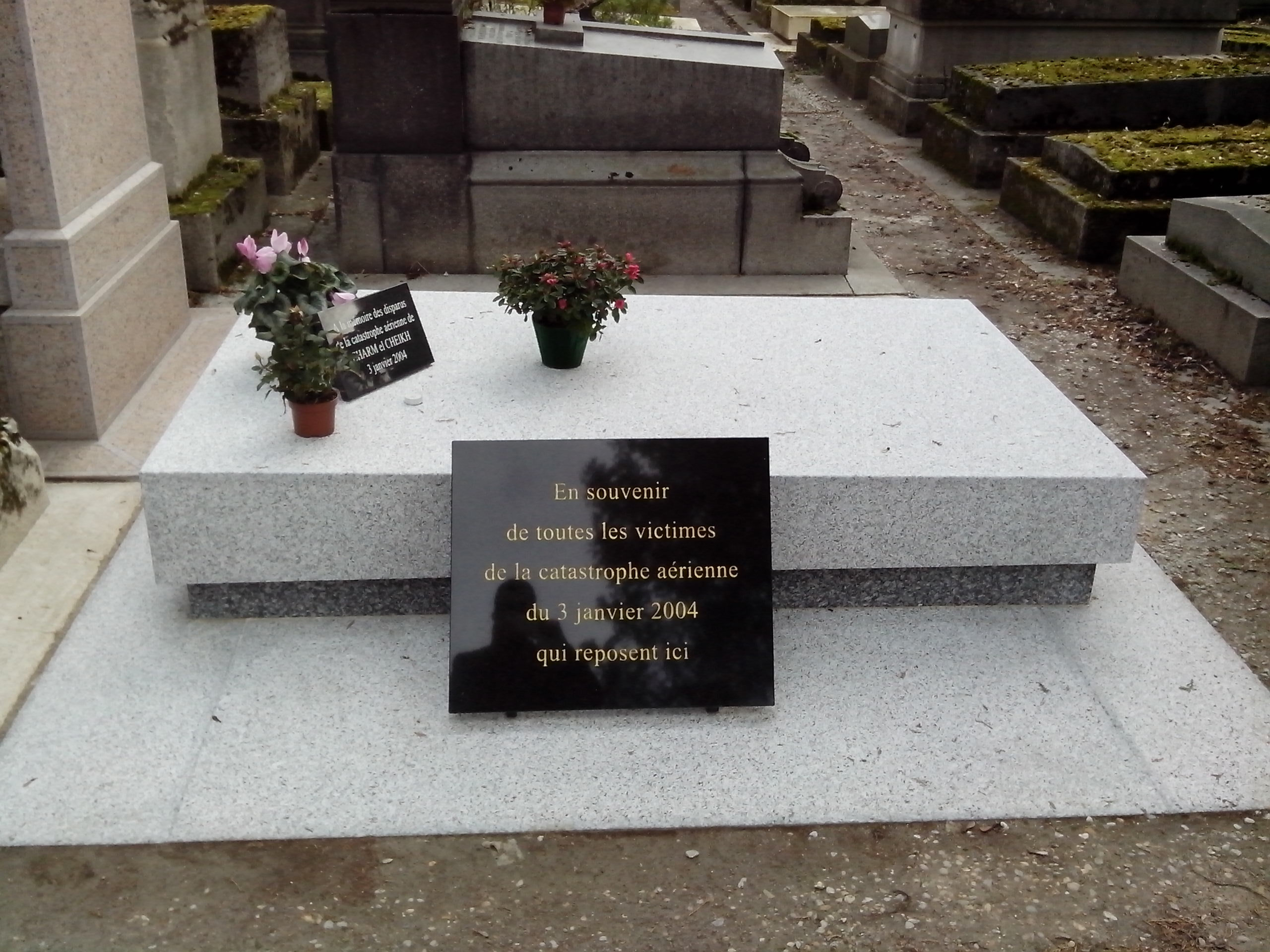
Sépulture au cimetière du Père-Lachaise.

- 8 juillet 2009 : Remise du rapport d'étape au juge de Bobigny (Seine-Saint-Denis) par le collège des quatre experts désignés pour examiner les causes et les circonstances de l'accident. Selon la presse, les premières conclusions stigmatisent le manque d’expérience et de formation de l’équipage ; il conforte les conclusions du premier rapport d'experts de 2008 selon Maître Gilles-Jean Portejoie, avocat de proches de victimes[130].
- 22 décembre 2009 : cérémonie d’inhumation de restes humains non identifiés des victimes, au cimetière du Père-Lachaise (41e division)[131].

## Les causes

### Causes possibles
Les causes de l’accident n’ont pas encore été clairement dégagées. Toutefois, plusieurs types de causes ont été envisagés :
- une défaillance technique[132]: dans ce cas, soit le constructeur est en cause, soit il s’agit d’un problème de maintenance. Plusieurs possibilités ont été envisagées : grippage des commandes d’ailerons, problème avec la gouverne de direction, spoilers enclenchés intempestivement. L’hypothèse d’une défaillance technique est privilégiée par la commission d’enquête égyptienne.
- Une erreur humaine : due à un manque d’attention de l’équipage, à son inexpérience. Le facteur humain aurait pu provoquer l’accident, amplifier une défaillance technique, ou empêcher de sauver l’appareil dans le cas où cela était possible. Le rapport factuel montre que l’équipage avait effectué peu d’heures de vol avec ce type d’appareil. Les conversations enregistrées dans le Cockpit Voice Recorder (CVR) montrent que l’équipage n’a pas su faire face au problème posé par l’avion : le commandant de bord demande l’allumage du pilote automatique alors qu’en cas d’urgence, c’est manuellement que l’avion doit être piloté. De plus, le pilote automatique ne peut être enclenché si l’angle de l’avion est supérieur à 50 degrés. La thèse de l’erreur humaine est privilégiée par le NTSB et le BEA.
- Un attentat : dû à l’explosion d’une bombe, à un système de radioguidage ou à l’action du pilote[133]. Le crash a eu lieu alors que Tony Blair, cible éventuelle, était à Charm el-Cheikh. Les soupçons ont été alimentés par l’empressement des autorités égyptiennes à affirmer que la thèse de l’attentat était exclue. De plus, un groupe terroriste nommé Ansar el Haq, inconnu par ailleurs, a revendiqué un attentat contre l’appareil et menacé d’en réaliser un autre contre un avion d’Air France si le voile islamique était interdit en France. La thèse terroriste est contredite par le fait que les restes des corps ne portent pas de traces de brûlure, et par le fait que la revendication a été jugée peu crédible par la DST. De plus, depuis le vote d’une loi sur les signes religieux en France, aucun avion d’Air France n’a été victime d’un attentat. Cependant, certaines sources[134] évoquent comme mobile possible d'un attentat la visite au Caire quelques jours avant le crash, du ministre de l'Intérieur Nicolas Sarkozy, venu demander un soutien au Grand Imam de la mosquée al-Azhar, Mohammed Tantaoui, pour la loi sur les signes religieux ostensibles à l'école publique.

### Poursuites judiciaires
L’association des familles de victimes a engagé des poursuites judiciaires contre Mohamed Toufik Abdelatif Nour, l'ancien président de Flash Airlines, et 6 sociétés: Flash Airlines; son assureur; Boeing, constructeur de l’avion; ILFC, propriétaire de l’appareil; Parker Hannifin qui a réalisé les dispositifs hydrauliques; et Honeywell qui a créé les dispositifs électroniques, et notamment le pilote automatique.

### Le rapport factuel
Rendu public en novembre 2004, il est rédigé par une commission d’enquête égyptienne, notamment composée de Shaker Kelada et de Hassan Musharrafa. Ce rapport de 431 pages comporte de nombreux éléments techniques rassemblés après enquête, sur l’avion, sur Flash Airlines, et sur le vol.
Toutefois, Christian Roger (Ancien Président du Syndicat National de Pilotes de lignes (Air France)) et Jean-Pierre Otelli remettent en cause le sérieux de cette enquête :
- Le nom du pilote est orthographié différemment au fil des pages : par exemple Khedr (Rapport factuel, p. 2, 72) et Kheider (Rapport factuel, p. 55, 71).
- Le Boeing est tantôt désigné comme un 737-3Q8[138], tantôt comme un 737-500[139].
- Les incidents signalés par la presse sont ignorés par le rapport[140].
- Les pages du Technical Log book, registre où l’on consigne les pannes et interventions de maintenance faites sur l’appareil, sont absentes pour les 1er et 2 janvier 2004. Cette perte de données n’est pas compensée par la collecte de témoignages des pilotes ayant navigué avec cet avion durant ces deux jours[140].
- Dans le compte rendu des conversations de l’équipage, le rédacteur fait état d’une communication avec un 757 de la compagnie Blue Panorama[141]. En fait il s’agit d’un 767, car cette société n’a jamais exploité de Boeing 757. Le rédacteur s’est contenté de reprendre une observation du stagiaire présent dans l’avion[142] et désignant cet appareil de Blue Panorama comme étant un 757[143].
- Traduction arabe-anglais incorrecte : Jean-Pierre Otelli[144] signale qu’à 2 h 44.01, le commandant de bord dit « Mets-le » (c’est-à-dire le pilote automatique) alors qu’en anglais le terme n’est pas traduit et qualifié d’exclamation remark (« remarque d’exclamation »[145]). Selon cet auteur, cette erreur de traduction serait volontaire.
- Test sur le Multi Purpose Engineering Cab Simulator de Boeing : les tests sont décrits, mais pas les résultats de la simulation[146].
- Simulation : le rapport donne à voir les graphiques comparant le comportement du Boeing accidenté et celui de la simulation. Mais ces graphiques sont incomplets, ce qui rend leurs données difficilement exploitables[136].
- Jean-Pierre Otelli émet l'hypothèse que certaines parties de la bande contenant les conversations des pilotes aient été mal retranscrites, voire effacées de la retranscription[147]. Ainsi, l'ingénieur de maintenance entre dans le cockpit avant que l'avion ne décolle. Or, la transcription ne contient pas de traces de son départ du cockpit. Pourtant, il est bien descendu de l'avion, car il ne fait pas partie des victimes.

### Le rapport final

#### Présentation
Ce rapport donne les conclusions des investigations effectuées par les enquêteurs égyptiens. Le Sunday Times en date du 27 octobre 2005 indiquait que ce rapport ferait environ 1 000 pages.Le rapport final, tel qu’il est sorti, comporte 1 313 pages de données et d’analyses en anglais. Il se compose de 4 parties et d’une annexe. La première partie intitulée Factual information (777 pages) comprend des données factuelles, reprises pour partie du rapport factuel et de l’addendum au rapport factuel. La deuxième partie (386 pages), intitulée Analysis, constitue l’étude de ces données. Dans une troisième partie (9 pages), la commission d’enquête égyptienne fait part de ses conclusions, tandis que la quatrième (une page) énonce ses recommandations. À la fin du document se trouvent les annexes (140 pages), composées des commentaires effectués par les Américains (130 pages), le BEA (3 pages), la société Flash Airlines (6 pages) et l’ECAA (Egyptian Civil Aviation Authority) (une page).

#### Chronologie
- En novembre 2004, les autorités égyptiennes font savoir que le rapport définitif sera rendu public en juin 2005.
- Le 1er juin 2005, le responsable de l’Aviation Civile de l’Égypte annonce que des éléments nouveaux sont à l’étude, ce qui reporte la publication du rapport à la fin de l’année 2005[149].
- En novembre 2005, un projet de rapport est présenté aux autorités françaises et américaines[150]. À partir de cette date, le BEA et le NTSB disposent de deux mois pour faire des remarques sur le texte. Il y a alors trois possibilités : 1) Si aucun de ces organismes n’a de remarques à faire, le texte est publié tel qu’il leur fut transmis. 2) Si le BEA et le NTSB font des remarques qui sont acceptées par les autorités égyptiennes, le texte est modifié en fonction de ces indications puis publié. 3) Si ces agences font des remarques non acceptées par leur interlocuteur égyptien, elles sont placées en annexe[151].
- Le 3 janvier 2006 Les observations du BEA sont remises au président de la commission d’enquête égyptienne[152].
- Puis, nouveau report pour le 14 février 2006.
- Le 21 février 2006, sort la nouvelle que la révélation des conclusions de l’enquête est de nouveau repoussée au 25 mars 2006[153].
- Le 25 mars 2006, les autorités égyptiennes publient le rapport final.

#### Choix de la date de publication
Selon le site Eurocockpit.fr, la date de sortie du rapport aurait été choisie en fonction de celle de la réunion des directeurs des aviations civiles du monde entier au siège de l’OACI à Montréal, qui a eu lieu le 22 mars 2006.

#### Conclusions du rapport
Un éditorial d’Eurocockpit indiquait que le pilote serait montré du doigt par l’enquête. Mais selon une dépêche de Reuters citant le responsable de l'enquête, ce rapport se contenterait de donner des pistes, sans s’engager. Un article de Libération daté du 17 octobre 2005 ainsi que plusieurs dépêches indiquaient cependant que l’enquête conclurait à une défaillance du pilote automatique et des systèmes de guidage.

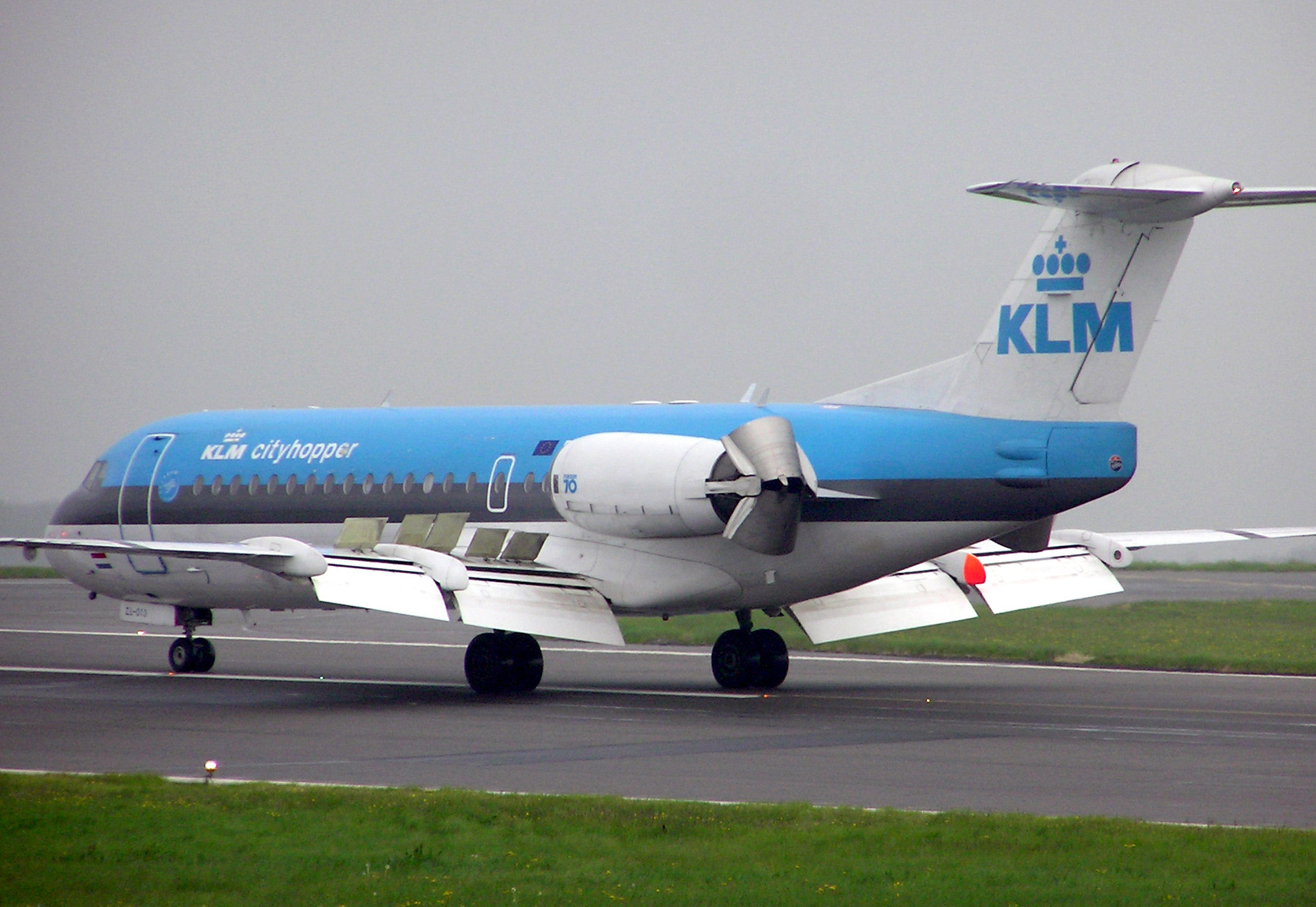
Les spoilers sont les volets situés à l'arrière de l'aile levés vers le ciel.

Le rapport ne parvient pas à dégager de cause unique à la catastrophe. Il envisage toutefois quatre possibilités, toutes d’ordre technique, qui ont pu se combiner :
- un déroulement de trim d’aileron. Ce dispositif permet de déplacer le point neutre des gouvernes de commande des ailerons, ce qui permet aux ailes de demeurer horizontales lorsque le pilote lache les commandes
- le pilote automatique aurait connu un problème: à 2 h 44 le pilote automatique est enclenché, mais se déconnecte 2 secondes après.
- grippage temporaire d’un câble de spoiler : ce sont des surfaces mobiles situées sur le dessus des ailes qui, si elles se lèvent de manière non voulue peuvent provoquer du roulis
- sortie intempestive des spoilers en vol.

Cette interprétation des données se heurte à celle du NTSB et du BEA, qui privilégient l’erreur humaine. Selon leurs conclusions, l’appareil était pilotable tout au long du vol. Le BEA, dans ses conclusions, élimine la possibilité qu’un spoiler était la cause du crash, et met en exergue la responsabilité de l’équipage qui n’aurait pas su répondre à la situation d’urgence. Le BEA souligne également le manque de formation du pilote. Le NTSB privilégie la thèse d’une désorientation spatiale du pilote.
Les responsabilités à caractère technique ont été recherchées, celles pouvant mettre en cause les voyagistes, dont FRAM principal affreteur, n'ont pas été étudiées malgré les nombreuses réclamations clients qui auraient dû les inciter à dénoncer leur contrat. La recherche de liens d'ordre économique ou d'intérêts de ces derniers avec la compagnie Flash Airlines, Air Master et les associés directs et indirects de ces deux sociétés qui ont leurs racines en Égypte pourrait mettre en évidence de nouvelles responsabilités. Quelques semaines après l'accident, le président de FRAM, M. Georges Colson, démissionnait et prenait la présidence du Syndicat national des agences de voyages (SNAV).

### Protagonistes
- (en) Site de Flash Group, propriétaire de Flash Airlines

### Analyses, commentaires
- (fr) Une analyse de l’accident
- (fr) Page sur le crash
- (en) Analyse proposant une explication du crash
- (fr) Page du sinistre sur 1001crash.com
- (fr) Journal des accidents et des catastrophes du 3 janvier 2004
- (fr) Articles du site Eurocockpit consacrés à la catastrophe aérienne: 2004
- (fr) Article qui propose un mobile à l'hypothèse d'un attentat

### L’avion
- (en) Photographies de l’avion impliqué dans la catastrophe
- (en) Informations au sujet de l’appareil
- (en) Informations sur le vol
- (en) Informations sur l’avion, sa carrière et sur le crash

### Rapports
- (fr) Rapport de l’Association des familles des victimes
- (fr) Rapport du BEA au sujet des opérations de recherche en mer
- (en) Rapport factuel du NTSB
- Egyptian Civil Aviation Authority
  - (en) Rapport d'étape
  - (en) Rapport final

### Pages officielles
- (fr) Site d’actualité du BEA. Voir la rubrique: Accident d’un Boeing 737 le 3 janvier 2004 à Charm-el-Cheikh
- (fr) Communiqué de presse du BEA contenant un rapport au sujet des opérations de recherche en mer.
- (fr) BEA.fr - Reconstitution virtuelle de l’accident
- (fr) Page de la DGAC
- (fr) Communiqué de presse de l’Office fédéral de l’aviation civile (OFAC) du 5 janvier 2004 annonçant l’interdiction faite à Flash Airlines de fréquenter l’espace aérien suisse

### Droit
- (fr) Quelques précisions juridiques sur Lexinter.net
- (en) Question juridique

## Filmographie
- Charm el-Cheik: retour sur un crash, Complément d'enquête, France 2, diffusé en mars 2004.
- L'accident a fait l'objet d'un épisode dans la série télé Air Crash nommé « Le crash de Charm El-Cheik » (saison 4 - épisode 9).
- François Nénin, François Boulène, Catastrophes aériennes : ce que l’on aurait pu éviter, documentaire diffusé sur Motors TV en décembre 2009[161].

## Sources
Concernant les dépêches utilisées, les heures indiquées sont celles de leur publication sur le site Yahoo.fr, horaire français.
1. ↑  Rapport factuel, p. 14, Jean-Pierre Otelli 2006, p. 14-18.
2. ↑  Rapport factuel, p. 15, Jean-Pierre Otelli 2006, p. 18-19.
3. ↑  Rapport factuel, p. 15, Jean-Pierre Otelli 2006, p. 19.
4. ↑  dépêche Reuters du 3 janvier 2004, 12 h 12.
5. ↑  Source: http://www.cfm56.com/engines/cfm56-3/tech.html
6. ↑  (Le Monde, 13 janvier 2004)
7. ↑  Site internet de Flash Tour
8. ↑  (Le Figaro, 4 septembre 2004)
9. ↑  http://www.aviation.admin.ch/aktuell/medienmitteilungen/00645/index.html?lang=fr et chronologie établie par la Direction générale de l'Aviation civile française (DGAC) le 11 janvier 2004
10. ↑  (Source : communiqué de la DGAC, chronologie établie par la DGAC le 11 janvier 2004 )
11. ↑  http://www.aviation.admin.ch/aktuell/medienmitteilungen/00645/index.html?lang=fr et chronologie établie par la DGAC le 11 janvier 2004
12. ↑  (Le Monde, 17 janvier 2004 ; Communiqué de Gilles de Robien du 19 janvier 2004)
13. ↑  (Dépêche AFP du 4 janvier 2004, 16 h 31)
14. ↑  Rapport factuel, p. 66-67 ; François Nérin, Henri Marnet-Cornus, Transport aérien, le dossier noir, Paris, Privé, 2006, p. 88-89.
15. ↑  (Le Monde, 16 janvier 2004)
16. ↑  (L’Humanité, 10 janvier 2004 ), Kataweb )
17. ↑  Dépêche Reuters, 6 janvier 2004, 18 h 50 ; Journal Officiel de la République française, 7 janvier 2004, 112e séance, p. 5
18. ↑  (Communiqué de Gilles de Robien du 19 janvier 2004)
19. ↑  (Le Monde, 17 janvier 2004)
20. ↑  Rapport factuel, p. 79 et p. 86.
21. 1 2  (L’Humanité, 10 janvier 2004 )
22. ↑  Rapport factuel, p. 11.
23. 1 2  Dépêche AFP du 3 janvier 2004, 13 h 48
24. ↑  Dépêche AP du 3 janvier 2004, 12 h 51 ; Dépêche AP du 3 janvier 2006, 13 h 42. Dépêche Reuters, 3 janvier 2006, 14 h 48
25. ↑  dépêche Reuters du 3 janvier 2004, 16 h 49
26. ↑  Dépêche AP du 3 janvier 2004, 18 h 40
27. ↑  Dépêche AP, 3 janvier 2004, 23 h 38
28. ↑  dépêche Reuters, 4 janvier 2004, 9 h 50
29. ↑  Dépêche AP, 4 janvier 2006, 10 h 46
30. ↑  Dépêche AP, 4 janvier 2006, 13 h 54
31. ↑  Dépêche AP, 4 janvier 2004, 15 h 09
32. ↑  Dépêche AP, 4 janvier 2004, 15 h 10 citant les propos de Georges Colson : « Ces appareils volaient sur l’Angleterre, l’Allemagne ou l’Italie, et je suis quelque peu surpris que chacun de ces pays ne se tiennent pas au courant d’une possibilité d’incompétence ou de problèmes techniques qui concerneraient une compagnie aérienne »
33. 1 2  Dépêche AFP, 4 janvier 2004, 16 h 31
34. ↑  Dépêche AFP, 4 janvier 2004, 17 h 45
35. ↑  Dépêche Reuters, 4 janvier 2004, 20 h 18
36. ↑  Dépêche AP, 4 janvier 2004, 21 h 54
37. ↑  Dépêche AP, 5 janvier 2004, 8 h 57 ; dépêche Reuters, 5 janvier 2006, 8 h 46
38. ↑  Dépêche AP, 5 janvier 2005, 9 h 59
39. ↑  Dépêche Reuters, 5 janvier 2004, 10 h 39
40. ↑  Dépêche AP, 5 janvier 2004, 10 h 38
41. ↑  Dépêche AP, 5 janvier 2004, 11 h 38
42. ↑  Dépêche AP, 5 janvier 2004, 12 h 14
43. ↑  Dépêche AFP, 5 janvier 2004, 12 h 47
44. ↑  Dépêche AFP, 13 h 21
45. ↑  Dépêche AFP, 5 janvier 2004, 15 h 16 ; Dépêche AFP, 5 janvier 2004, 18 h 06 ; Dépêche Reuters, 5 janvier 2004, 19 h 43
46. ↑  Dépêche AFP, 5 janvier, 16 h 33
47. ↑  Dépêche AP, 5 janvier 2004, 18 h 19
48. 1 2  Dépêche AP, 5 janvier 2004, 19 h 19
49. ↑  Dépêche Reuters, 5 janvier 2004, 19 h 43
50. ↑  (conférence de presse de la DGAC à Paris, voir Dépêche AP, 5 janvier 2004, 20 h 03)
51. ↑  dépêche Reuters, 5 janvier 2004, 20 h 19 ; Dépêche Reuters, 5 janvier 2004, 21 h 01
52. ↑  Dépêche AP, 5 janvier 2004, 20 h 36
53. ↑  Dépêche AP, 5 janvier 2004, 21 h 21 ; Ministère de l’équipement, des transports, de l’aménagement du territoire, du tourisme et de la mer, Opérations de recherches en mer, BEA, Accident survenu le 3 janvier 2004 au large de Charm el-Cheikh (Égypte) au Boeing 737-300 immatriculé SU-ZCF exploité par Flash Airlines, 2004, p. 36
54. ↑  Dépêche Reuters, 6 janvier 2004, 10 h 06
55. ↑  Dépêche Reuters, 6 janvier 2004, 10 h 57
56. ↑  Dépêche AP, 6 janvier 2004, 15 h 12
57. ↑  Pour les propos de Moubarak et l’envoi d’enquêteurs voir Dépêche AP, 6 janvier 2004, 17 h 59
58. ↑  Dépêche AP, 6 janvier 2004, 17 h 59
59. ↑  Dépêche Reuters, 6 janvier 2004, 18 h 50 ; Journal Officiel de la République française, 7 janvier 2004, 112e séance, p. 5  : « Nous avons appris ce matin, par l’aviation civile allemande, que l’Allemagne a effectué une évaluation globale approfondie de la sécurité, fin septembre 2003 et au tout début d’octobre 2003. Ce contrôle s’est révélé, lui aussi, satisfaisant. »
60. ↑  Dépêche AP, 6 janvier 2004, 19 h 25
61. ↑  Dépêche AP, 6 janvier 2004, 20 h 04
62. ↑  Dépêche AFP, 7 janvier 2004, 8 h 13
63. ↑  Dépêche AP, 7 janvier 2004, 11 h 39 ; Dépêche AP, 7 janvier 2004, 11 h 43 ; Dépêche AP, 7 janvier 2004, 12 h 57 ; dépêche Reuters, 7 janvier 2004, 13 h 24
64. ↑  Dépêche AP, 7 janvier 2004, 12 h 03
65. ↑  Baubet T, Coq JM, Ponsetti-Gaillochon A, Vitry M, Navarre C, Cremniter D. Intervention médico-psychologique à Charm-el-Cheikh auprès des familles des victimes du crash aérien de la Flash Airlines. La Presse Médicale 2006 ; 35(2) : 250-1. Abstract
66. ↑  Dépêche AFP, 7 janvier 2004, 12 h 55 ; Dépêche AP, 7 janvier 2004, 15 h 21
67. ↑  Dépêche AP, 7 janvier 2004, 19 h 51
68. ↑  Dépêche AP, 7 janvier, 20 h 05
69. ↑  Dépêche AFP, 8 janvier 2004, 9 h 48
70. ↑  Dépêche AFP, 8 janvier 2004, 12 h 45 ; Dépêche AP, 8 janvier 2004, 13 h 32
71. ↑  Dépêche AP, 9 janvier 2004, 10 h 32
72. ↑  Dépêche AFP, 9 janvier 2004, 14 h 37
73. ↑  Ministère de l’équipement, des transports, de l’aménagement du territoire, du tourisme et de la mer, Opérations de recherches en mer, Accident survenu le 3 janvier 2004 au large de Charm el-Cheikh (Égypte) au Boeing 737-300 immatriculé SU-ZCF exploité par Flash Airlines, BEA, 2004, p. 37.
74. ↑  Dépêche AP, 9 janvier 2004, 18 h 11
75. ↑  Dépêche AP, 9 janvier 2004, 18 h 39
76. ↑  Dépêche AP, 10 janvier 2004, 17 h 25
77. ↑  Ministère de l’équipement, des transports, de l’aménagement du territoire, du tourisme et de la mer, Opérations de recherches en mer, BEA, Accident survenu le 3 janvier 2004 au large de Charm el-Cheikh (Égypte) au Boeing 737-300 immatriculé SU-ZCF exploité par Flash Airlines, 2004, p. 37.
78. ↑  Dépêche AP, 12 janvier 2004, 17 h 50
79. ↑  Dépêche Reuters, 12 janvier 2004, 19 h 03
80. ↑  Dépêche Reuters, 13 janvier 2004, 11 h 39
81. ↑  Ministère de l’équipement, des transports, de l’aménagement du territoire, du tourisme et de la mer, Opérations de recherches en mer, BEA, Accident survenu le 3 janvier 2004 au large de Charm el-Cheikh (Égypte) au Boeing 737-300 immatriculé SU-ZCF exploité par Flash Airlines, 2004, p. 38 ; dépêche AFP, 13 janvier 2004, 12 h 16 ; dépêche Reuters, 13 janvier 2004, 12 h 35.
82. ↑  Ministère de l’équipement, des transports, de l’aménagement du territoire, du tourisme et de la mer, Opérations de recherches en mer, BEA, Accident survenu le 3 janvier 2004 au large de Charm el-Cheikh (Égypte) au Boeing 737-300 immatriculé SU-ZCF exploité par Flash Airlines, 2004, p. 38.
83. ↑  Dépêche AFP, 14 janvier 2004, 10 h 45 ; dépêche AFP, 14 janvier 2004, 16 h 44 ; Ministère de l’équipement, des transports, de l’aménagement du territoire, du tourisme et de la mer, Opérations de recherches en mer, BEA, Accident survenu le 3 janvier 2004 au large de Charm el-Cheikh (Égypte) au Boeing 737-300 immatriculé SU-ZCF exploité par Flash Airlines, 2004, p. 39.
84. ↑  Ministère de l’équipement, des transports, de l’aménagement du territoire, du tourisme et de la mer, Opérations de recherches en mer, BEA, Accident survenu le 3 janvier 2004 au large de Charm el-Cheikh (Égypte) au Boeing 737-300 immatriculé SU-ZCF exploité par Flash Airlines, 2004, p. 40 ; dépêche AP, 15 janvier 2004, 15 h 08 ; Dépêche AFP, 15 janvier 2004, 15 h 19.
85. ↑  Ministère de l’équipement, des transports, de l’aménagement du territoire, du tourisme et de la mer, Opérations de recherches en mer, BEA, Accident survenu le 3 janvier 2004 au large de Charm el-Cheikh (Égypte) au Boeing 737-300 immatriculé SU-ZCF exploité par Flash Airlines, 2004, p. 41.
86. ↑  Ministère de l’équipement, des transports, de l’aménagement du territoire, du tourisme et de la mer, Opérations de recherches en mer, BEA, Accident survenu le 3 janvier 2004 au large de Charm el-Cheikh (Égypte) au Boeing 737-300 immatriculé SU-ZCF exploité par Flash Airlines, 2004, p. 38, p. 42 ; dépêche AFP, 17 janvier 2004, 9 h ; dépêche AFP, 16 h 59.
87. ↑  Ministère de l’équipement, des transports, de l’aménagement du territoire, du tourisme et de la mer, Opérations de recherches en mer, BEA, Accident survenu le 3 janvier 2004 au large de Charm el-Cheikh (Égypte) au Boeing 737-300 immatriculé SU-ZCF exploité par Flash Airlines, 2004, p. 44.
88. ↑  Dépêche AFP, 19 janvier 2004, 8 h.
89. ↑  Ministère de l’équipement, des transports, de l’aménagement du territoire, du tourisme et de la mer, Opérations de recherches en mer, BEA, Accident survenu le 3 janvier 2004 au large de Charm el-Cheikh (Égypte) au Boeing 737-300 immatriculé SU-ZCF exploité par Flash Airlines, 2004, p. 45.
90. ↑  Dépêche AFP, 20 janvier 2004, 14 h 36 ; dépêche AFP, 20 janvier, 17 h 16 ; dépêche AP, 20 janvier 2004, 19 h 13 ; dépêche Reuters, 20 janvier 2004, 20 h 24 ; Ministère de l’équipement, des transports, de l’aménagement du territoire, du tourisme et de la mer, Opérations de recherches en mer, BEA, Accident survenu le 3 janvier 2004 au large de Charm el-Cheikh (Égypte) au Boeing 737-300 immatriculé SU-ZCF exploité par Flash Airlines, 2004, p. 46.
91. ↑  Dépêche AP, 21 janvier 2004, 15 h 47.
92. ↑  Dépêche AP, 28 janvier 2004, 1 h 41.
93. ↑  Dépêche AFP, 28 janvier 2004, 17 h 06 ; dépêche AP, 28 janvier, 17 h 18.
94. ↑  EuroCockpit
95. ↑  Dépêche AP, 31 janvier 2004, 19 h 25 ; Dépêche AP, 31 janvier 2004, 20 h 19
96. ↑  Dépêche AP, 4 février 2004, 17 h 26.
97. ↑  Dépêche AFP, 6 février 2004, 9 h 28.
98. ↑  EuroCockpit
99. ↑  Le Figaro, 4 mars 2004 .
100. ↑  EuroCockpit
101. ↑  Tourismexpress, 26 avril 2004.
102. ↑  EuroCockpit
103. ↑  L’Express, 29 mai 2004
104. 1 2  [VOL-FSH604.com ]
105. ↑  Dernières Nouvelles d’Alsace, 31 mai 2004
106. ↑  Le Droit de savoir, TF1, 15 juin 2004 ; Critique de l’émission par Eurocockpit
107. 1 2  Dépêche AP, 26 juin 2004
108. ↑  Le Figaro, 26 juin 2004.
109. ↑  Paris Match, 1er juillet 2004
110. 1 2  EuroCockpit
111. ↑  Le Figaro, 4 septembre 2004
112. ↑  Le Parisien, 11 septembre 2004.
113. ↑  Dépêche AFP, 13 septembre 2004
114. ↑  Le Figaro, 28 septembre 2004
115. ↑  dépêche AP, 28 septembre 2004 .
116. ↑  Eurockpit, 4 novembre 2004 .
117. ↑  Eurocockpit, 12 novembre 2004
118. ↑  Le Bien public, 14 novembre 2004, Eurocockpit, 13 décembre 2004 .
119. ↑  « Les proches des disparus de Charm el-Cheikh se recueillent », sur Le Monde.fr (consulté le 24 janvier 2018)
120. ↑  Eurocockpit, 19 janvier 2004 .
121. ↑  Voir ainsi http://www.francesurf.net/collectif-fsh-604/default.asp?page=rapatriement
122. ↑  Le Figaro, 27 mars 2006.
123. ↑  Le Figaro, 25 mars 2006. Voir aussi France 3 Bourgogne-Franche-Comté:http://bourgogne-franche-comte.france3.fr/info/5995400-fr.php?page=1
124. ↑  dépêche Reuters, 20 avril 2006, 14 h 31.
125. ↑  Interview de Marc Chernet, président de l'association des familles de victimes du crash dans: Libération, 29 mai 2006
126. ↑  Libération, 29 mai 2006.
127. ↑  Dépêche de Liberation.fr du 27 juin 2006 à 12 h 29
128. ↑  Sources: http://www.rfi.fr/francais/actu/evenements/agendas/ref/agenda_229814.asp ; http://clubobs.nouvelobs.com/article/2007/01/02/20070102.FAP4808.xml ; https://fr.news.yahoo.com/02012007/5/inauguration-paris-d-un-memorial-des-victimes-du-crash-de.html ; http://www.jac.cerdacc.uha.fr/internet/Recherche/Jcerdacc.nsf/91fe2b771e4d47c1c12570bc004f07f3/ca82ba0e4ef5ee51c125723b0033e1fd?OpenDocument ; http://paris-ile-de-france-centre.france3.fr/info/27165884-fr.php
129. ↑  Rapport de l’association ; L'Express, 1er juin 2007
130. ↑  http://www.leparisien.fr/faits-divers/crash-de-charm-el-cheikh-les-competences-des-pilotes-mises-en-cause-21-07-2009-586076.php article du Parisien
131. ↑  {http://www.jac.cerdacc.uha.fr/internet/recherche/Jcerdacc.nsf/91fe2b771e4d47c1c12570bc004f07f3/cffc25f1a83c827cc125767f004b5b41?OpenDocument Journal des accidents et des catastrophes, décembre 2009
132. ↑  (http://www.eurocockpit.com/archives/indiv/E004955.php Article d’Eurocockpit)
133. ↑  Collectif d'aide et d'informations - Catastrophe aérienne de Charm el Cheikh
134. ↑  http://blog.pascalolivier.fr/post/2014/04/09/Voile-islamique-%3A-le-périple-égyptien-de-Sarkozy-à-l’origine-du-crash-du-vol-605
135. ↑  « Signez la pétition », sur Change.org (consulté le 9 avril 2025)
136. 1 2  (Christian Roger, rapport final sur l’accident, Information no 8, p. 7 « http://www.nuisances-aeriennes.com/Charmelsheik_conclusions.pdf »(Archive.org • Wikiwix • Archive.is • Google • Que faire ?))
137. ↑  Jean-Pierre Otelli 2006, p. 17-85.
138. ↑  (Rapport factuel, p. 17)
139. ↑  (ce qui est faux, Rapport factuel p. 320)
140. 1 2  (Christian Roger, rapport final sur l’accident, Information no 8, p. 4)
141. ↑  (Rapport factuel, p. 321, 02 h 13:53 GMT)
142. ↑  (Rapport factuel, p. 322, 02 h 15.21)
143. ↑  Jean-Pierre Otelli 2006, p. 32
144. ↑  Jean-Pierre Otelli 2006, p. 59-62
145. ↑  Rapport factuel p. 351
146. ↑  (Christian Roger, rapport final sur l’accident, Information no 8, p. 8 « http://www.nuisances-aeriennes.com/Charmelsheik_conclusions.pdf »(Archive.org • Wikiwix • Archive.is • Google • Que faire ?))
147. ↑  Jean-Pierre Otelli 2006, p. 80; Repris dans un article de Tourmag)
148. ↑  (Selon le Sunday Times du 27 octobre 2005 ).
149. ↑  Jean-Pierre Otelli 2006, p. 75
150. ↑  Précisions apportées sur un site de familles de victimes
151. ↑  Voir : http://www.bea-fr.org/francais/actualite/actu.htm
152. ↑  http://www.aujourdhui.ma/international-depeche43946.html
153. ↑  (http://www.eurocockpit.com/archives/indiv/E006951.php Site eurocockpit.fr, 12 mars 2006 à 14 h 06)
154. ↑  (Libération, 17 octobre 2005.)
155. ↑  Rapport final, remarques du BEA en annexe, p. 3.
156. ↑  Rapport final, remarques du NTSB en annexe, p. 38.
157. ↑  Blog Tarnsport aérien, le dossier noir, 31 décembre 2009